# Szombatság
Szombatság falu Romániában, Bihar megyében.

## Fekvése
Bihar megyében, a Király-erdő alatt, a Topa patak mellett, Venterrogoztól északkeletre fekvő település.

## Története
Az 1500-as évek előtt a Telegdyek uradalmához tartozó település volt. István kincstartó eszközölt rá adománylevelet 1503-ban. A török kiűzése után 1832-ig kincstári birtok volt, aztán pedig Vertán János és József birtokába került.
A 20. század elején a településen cserépgyár is működött.
Szombatság a trianoni békeszerződés előtt Bihar vármegye magyarcsékei járásához tartozott.

## Nevezetességek
- Görögkatolikus temploma - 1777-ben épült.
- Görögkeleti templom - 1884-ben készült el.

## Ismert emberek
- Itt született 1952. október 28-án Muckenhaupt Erzsébet muzeológus, könyvtörténész.